# Kastor von Rhodos
Kastor von Rhodos war ein antiker griechischer Rhetor und Geschichtsschreiber aus Rhodos. Er lebte im 1. Jahrhundert v. Chr.
Kastor verfasste mehrere Werke; von den meisten ist nichts erhalten. Sein nur fragmentarisch überliefertes Hauptwerk waren die Chronika. Sie schilderten in sechs Büchern die Zeit von Belos und Ninos bis ins Jahr 61/60 v. Chr. Die Darstellung erfolgte möglicherweise in tabellarischer Form, doch ist dies umstritten. Dass Kastor sein Werk, in dem er auch mythologische Erzählungen berücksichtigte, mit der orientalischen Geschichte um den sagenhaften König Ninos beginnen ließ, unterstreicht sein Bemühen, die orientalische und die griechisch-römische Geschichte als Einheit darzustellen. In diesem Sinne verlängerte er auch griechische Königslisten, um die griechische Geschichte als ebenso alt wie die altorientalische erscheinen zu lassen. Das Werk bot Königs- und Beamtenlisten. Für die Zeit ab 776 v. Chr. benutzte er in seiner Darstellung das System der Olympiadenzählung.
Die Chronika wurden in der nachfolgenden Zeit unter anderem von Varro, Flavius Josephus, Plutarch, Eusebius von Caesarea (der sich explizit auf Kastor beruft) und Georgios Synkellos benutzt. Ob auch Diodor das Werk heranzog, ist heute zweifelhaft.

## Textausgabe
- Felix Jacoby (Hrsg.): Die Fragmente der griechischen Historiker, Nr. 250